# Belarusier
Belarusier eller vitryssar (belarusiska: беларусы, belarusy), är en östslavisk folkgrupp som huvudsakligen befolkar Belarus, och finns som minoritetsgrupper i Polen, Ryssland, Litauen och Ukraina.

## Historik
Under tidiga 1900-talet utvandrade ett stort antal belarusier till USA, Brasilien och Kanada. Sedan Sovjetunionen föll har hundratusentals belarusier flyttat till EU, USA, Kanada och Ryssland. Sedan Belarus blev självständigt i början av 1990-talet, och det belarusiska språket fått mer uppmärksamhet, kallar sig över åtta miljoner människor belarusier till etniciteten. Landet har även varit i union med Polen samt legat under Sovjetunionen under många år innan det åter blev självständigt. Belarusier är nära släkt med polacker, ryssar och ukrainare.
Belarusiernas språk är belarusiska, men de flesta belarusier i Belarus kan även ryska, som används främst i huvudstaden Minsk och i andra större städer.
Det bor över 12 000 belarusier i Estland. 
Etymologi för ordet "vitryss" som tidigare används i svenska är enligt Svenska akademiens ordbok belagt sedan 1622 och betyder "person av vitrysk nationalitet (l. med vitryskt medborgarskap l. med vitryska ss. modersmål)". Axel Oxenstierna skrev 1622: "Hvijtt Ryssar med struzor (dvs. pråmar) ähre ähnnu inge ankompne."